# Pour l'amour de Mary
Pour les articles homonymes, voir Now or Never.
Pour plus de détails, voir Fiche technique et Distribution.
Pour l'amour de Mary (connu aussi sous le titre Harold, Bonne d'enfant, titre original : Now or Never) est un court métrage de comédie américain, en noir et blanc et muet, réalisé par Hal Roach et Fred C. Newmeyer, sorti en 1921. Ce film met en scène le comique Harold Lloyd.

## Synopsis
Un jeune homme, vraiment pas très à l'aise avec les enfants, doit effectuer un voyage en train accompagné d'une jeune fille…

## Fiche technique
- Titre : Pour l'amour de Mary ou Harold, Bonne d'enfant
- Titre original : Now or Never
- Réalisation : Hal Roach, Fred C. Newmeyer
- Scénario : H. M. Walker, Sam Taylor
- Musique : Robert Israel (pour l'édition vidéo de 2002), Donald Sosin (2005)
- Photographie : Walter Lundin
- Montage : Thomas J. Crizer
- Production : Hal Roach, Rolin Films
- Pays de production :  États-Unis
- Genre : Comédie
- Durée : 36 minutes
- Dates de sortie :
  - États-Unis : 27 mars 1921
  - Japon : 30 décembre 1922
  - Finlande : 11 novembre 1923
  - France : 21 mars 1924

## Distribution
- Harold Lloyd : le jeune homme
- Mildred Davis : la jeune femme
- Anna Mae Bilson : Dolly, la petite fille
- William Gillespie : le père de Dolly (non crédité)
- Noah Young : le fermier mécontent (non crédité)
- Roy Brooks : un passager (non crédité)
- Sammy Brooks : un passager (non crédité)
- Wallace Howe : le shérif (non crédité)
- Charles Stevenson : le conducteur (non crédité)

## Distinctions

### Nominations
- Saturn Award 2006 :
  - Saturn Award de la meilleure collection DVD (au sein du coffret Harold Lloyd Collection)